# 20 февраля
20 февраля — 51-й день года  по григорианскому календарю.
До конца года остаётся 314 дней (315 дней в високосные годы).
До 15 октября 1582 года — 20 февраля по юлианскому календарю, с 15 октября 1582 года — 20 февраля по григорианскому календарю.
В XX и XXI веках соответствует 7 февраля по юлианскому календарю.

## Праздники и памятные дни
См. также: Категория:Праздники 20 февраля

### Международные
- ООН — Всемирный день социальной справедливости[2].

### Национальные
- Украина — День Героев Небесной Сотни[3].

### Религиозные

#### Католицизм
- Память Вулфрика Хейзелберийского[англ.];
- память Элевтерия Турнеского[англ.].

#### Православие[4]
- Память преподобного Парфения, епископа Лампсакийского (IV век)[5];
- память преподобного Луки Елладского (ок. 946);
- память священномученика Александра Талызина, пресвитера (1938);
- память священномученика Алексия Троицкого, пресвитера (1942);
- память мучеников 1003 Никомидийских (303);
- память девы Мастридии;
- память преподобного Априона, епископа Кипрского;
- память епископа Вигилия;
- память преподобного Петра Монемвасийского;
- память преподобного Вонифатия Феофановского, Киевского (1871)[6].

### Именины
- Католические: Вулфрик, Элевтерий.
- Православные: Агафангел, Александр, Алексей, Авгул, Авдат, Априон, Вигилий, Вонифатий, Георгий, Лука, Мастридия, Парфений, Пётр, Серапион, Феопемпт.

## События
См. также: Категория:События 20 февраля

### До XX века
- 197 — завершилась битва при Лугдуне, в которой Клодий Альбин потерпел поражение от войск римского императора Септимия Севера.
- 395 — в Вифлееме был основан первый женский монастырь.
- 1547 — 9-летний Эдуард VI коронован как король Англии в Вестминстерском аббатстве.
- 1705 — в России указом Петра I впервые введены рекрутские наборы.
- 1818 — в Москве, на Красной площади, состоялось торжественное открытие памятника Минину и Пожарскому.
- 1819 — учреждение Санкт-Петербургского государственного университета.
- 1831 — Польское восстание: окончилось первое сражение под Вавром[7].
- 1835 — землетрясение в чилийском Консепсьоне.
- 1841 — выполняя рейс из Ливерпуля в Нью-Йорк, близ Англии потерпел кораблекрушение парусник «Governor Fenner» (США). Погибли 122 человека.
- 1864 — Гражданская война в США: сражение при Оласти.
- 1865 — завершилась Уругвайская война.
- 1872 — в Нью-Йорке открылся Метрополитен-музей.

### XX век
- 1909 — в Le Figaro опубликован Манифест футуризма.
- 1920 — Горийское землетрясение.
- 1922 — Виленский сейм принял постановление о присоединении Вильнюса и части юго-восточной Литвы к Польше.
- 1927 — завод «Красный путиловец» выпустил первую партию новых трамвайных вагонов для Ленинграда.
- 1933 — секретная встреча Адольфа Гитлера и ведущих немецких промышленников накануне мартовских парламентских выборов в Германии.
- 1935 — Никольск-Уссурийск переименован в Ворошилов, в честь советского военачальника Климента Ворошилова.
- 1942 — Вторая мировая война: воздушный бой у Бугенвиля.
- 1943 — на кукурузном поле в Мексике начал формироваться вулкан Парикутин.
- 1944 — Вторая мировая война: США заняли атолл Эниветок.
- 1945 — из уральской эвакуации в Москву вернулись сокровища Оружейной палаты.
- 1962 — трижды облетев Землю, Джон Гленн совершил первый американский орбитальный космический полёт.
- 1964 — установлены дипломатические отношения между СССР и Камеруном.
- 1986 — выведен на орбиту базовый блок орбитальной станции «Мир».
- 1988
  - Внеочередная сессия областного Совета депутатов Нагорно-Карабахской автономной области (НКАО) приняла решение «О ходатайстве перед Верховными Советами Азербайджанской ССР и Армянской ССР о передаче НКАО из состава АзССР в состав АрмССР» (начало карабахского конфликта).
  - Образовалась рок-группа «Агата Кристи».
- 1991 — в Тиране протестующие снесли гигантскую статую Энвера Ходжи.
- 1999
  - В Москве в Кремлёвском дворце состоялась премьера фильма Никиты Михалкова «Сибирский цирюльник».
  - К орбитальной станции «Мир» отправляется предпоследняя экспедиция «Союз ТМ-29».
- 2000 — состоялись выборы в Жогорку Кенеш (парламент) Кыргызстана.

### XXI век
- 2003 — пожар в клубе Station в штате Род-Айленд, 100 погибших.
- 2005 — начало вещания телеканала «Звезда».
- 2009 — президент Латвии Валдис Затлерс принял отставку премьер-министра страны Иварса Годманиса.
- 2010 — наводнения и селевые оползни на Мадейре.
- 2014 — начало расстрела Евромайдана.

## Родились
См. также: Категория:Родившиеся 20 февраля

### До XIX века
- 1729 — Фёдор Волков (ум. 1763), актёр и театральный деятель, создатель первого постоянного русского театра.
- 1759 — Иоганн Христиан Рейль (ум. 1813), немецкий медик, физиолог, философ и педагог.
- 1784 — Вильгельм Хоссбах (ум. 1846), немецкий протестантский богослов.
- 1789 — Андрей Жандр (ум. 1873), русский драматург и переводчик.
- 1795 — Василий Перовский (ум. 1857), российский государственный деятель и военачальник, генерал от кавалерии, генерал-адъютант.

### XIX век
- 1802 — Шарль Огюст де Берио (ум. 1870), бельгийский скрипач, композитор.
- 1831 — Алексей Козлов (ум. 1901), русский философ-идеалист.
- 1835 — Алессандро д’Анкона (ум. 1914), итальянский писатель.
- 1844
  - Джошуа Слокам (пропал без вести в 1909), канадский моряк, первым совершивший одиночное кругосветное плавание.
  - Людвиг Больцман (ум. 1906), австрийский физик, основоположник статистической физики и физической кинетики.
  - Михай Мункачи (ум. 1900), венгерский художник.
- 1852 — Николай Гарин-Михайловский (ум. 1906), русский инженер, писатель и путешественник.
- 1862 — Дмитрий Айналов (ум. 1939), российский и советский историк искусства.
- 1877 — Антоний Вивульский (ум. 1919), польский и литовский архитектор и скульптор.
- 1882 — Николай Гартман (ум. 1950), немецкий философ, основоположник критической онтологии.
- 1884 — Ярослав Ивашкевич (ум. 1980), польский писатель, поэт и драматург.
- 1886
  - Такубоку Исикава (ум. 1912), японский поэт и литературный критик.
  - Бела Кун (расстрелян в 1939), венгерский и советский коммунист, журналист и политический деятель.
- 1888 — Василий Барвинский (ум. 1963), украинский композитор, пианист, музыкальный критик.
- 1895 — Семён Саркисов (ум. 1971), советский невролог и нейрофизиолог, академик АМН СССР.
- 1897 — Айвен Олбрайт (ум. 1983), американский живописец.
- 1898 — Порфирий Иванов (ум. 1983), русский духовный учитель, создатель оздоровительной системы «Детка».

### XX век
- 1902 — Энсел Адамс (ум. 1984), американский фотограф, мастер пейзажной съёмки.
- 1903
  - Лев Доватор (погиб в 1941), советский военачальник, генерал-майор, Герой Советского Союза (посмертно).
  - Григорий Бей-Биенко (ум. 1971), советский энтомолог, с 1966 г. президент Всесоюзного энтомологического общества.
- 1905
  - Алексей Кузнецов (расстрелян в 1950), руководитель ленинградской парторганизации, член особой тройки НКВД СССР.
  - Тимофей Лебешев (ум. 1981), кинооператор, заслуженный деятель искусств РСФСР.
- 1908 — Григорий Бахчиванджи (погиб в 1943), советский лётчик-испытатель, Герой Советского Союза (посмертно).
- 1909
  - Владимир Шпак (ум. 2009), советский и российский учёный-химик, исследователь, академик АН СССР и РАН.
  - Константин Жук (ум. 1981), украинский советский кинорежиссёр.
- 1912 — Пьер Буль (ум. 1994), французский писатель.
- 1918 — Игорь Шатров (ум. 1991), кинооператор, кинорежиссёр, сценарист, заслуженный деятель искусств РСФСР.
- 1920 — Евгений Драгунов (ум. 1991), советский конструктор стрелкового оружия.
- 1925
  - Алекс Ла Гума (ум. 1985), южноафриканский писатель и общественный деятель.
  - Роберт Олтмен (ум. 2006), американский кинорежиссёр, сценарист, продюсер.
- 1926 — Роберт Ричардс (ум. 2023), американский легкоатлет, двукратный олимпийский чемпион в прыжках с шестом.
- 1935 — Фрэнк Джордан, американский политик, 40-й мэр Сан-Франциско.
- 1940
  - Джимми Гривз (ум. 2021), английский футболист, чемпион мира по футболу 1966 года.
  - Владимир Юрзинов, советский хоккеист.
- 1941 — Вадим Алисов (ум. 2021), советский и российский кинооператор, народный артист РФ.
- 1942 — Фил Эспозито, канадский хоккеист, участник и лучший бомбардир суперсерии СССР — Канада.
- 1943 — Александр Александров, советский лётчик-космонавт. Дважды Герой Советского Союза.
- 1944 — Павел Амнуэль, советский и израильский физик и писатель-фантаст.
- 1951 — Гордон Браун, 74-й премьер-министр Великобритании (2007—2010).
- 1953 — Валерий Львов (ум. 2025), советский боксёр, чемпион мира (1978), заслуженный мастер спорта СССР (1978).
- 1954 — Маргарита Санс, мексиканская актриса и театральный режиссёр, лауреат трёх премий «Ариэль».
- 1962 — Доктор Лиза (наст. имя Елизавета Глинка; погибла в 2016), российский врач-реаниматолог, общественный деятель, правозащитница и филантроп.
- 1963
  - Чарльз Баркли, американский баскетболист, двукратный олимпийский чемпион.
  - Иэн Браун, британский музыкант, лидер группы The Stone Roses.
- 1964
  - Александр Гордон, российский радио- и телеведущий, журналист, актёр и режиссёр.
  - Наталия Гулькина, советская и российская эстрадная певица, экс-солистка поп-групп «Мираж» и «Звёзды».
- 1966
  - Синди Кроуфорд, американская супермодель, актриса и телеведущая.
  - Рудольф Нирлих (ум. 1991), австрийский горнолыжник, трёхкратный чемпион мира.
- 1967
  - Курт Кобейн (ум. 1994), американский рок-музыкант, лидер группы Nirvana.
  - Павел Мончивода, польский бас-гитарист, участник немецкой рок-группы Scorpions.
  - Лили Тейлор, американская киноактриса.
- 1970 — Керри Хоскинс, бывшая американская модель и актриса видеоигр.
- 1972
  - Коринна Харни-Джонс, американская фотомодель, актриса и кинопродюсер.
  - Антон Шкаплеров, российский космонавт, Герой Российской Федерации.
- 1975 — Брайан Литтрелл, певец, участник американской группы Backstreet Boys.
- 1977 — Стефон Марбери, американский баскетболист.
- 1980
  - Артур Абрахам, армянский и немецкий боксёр-профессионал, чемпион мира.
  - Артур Боруц, польский футболист.
- 1985 — Юлия Волкова, российская певица, бывшая солистка поп-группы «Тату».
- 1987
  - Даниэлла Пинеда, американо-мексиканская актриса, писатель и комик.
  - Майлз Теллер, американский актёр.
- 1988
  - Ки Бо Бэ, южнокорейская спортсменка, трёхкратная олимпийская чемпионка по стрельбе из лука.
  - Рианна, барбадосская R&B-певица.
- 1990 — Чиро Иммобиле, итальянский футболист, чемпион Европы (2020).
- 1997 — Стурла Холм Легрейд, норвежский биатлонист, олимпийский чемпион (2022), многократный чемпион мира.
- 2000 — Криштоф Милак, венгерский пловец, двукратный олимпийский чемпион, многократный чемпион мира.

## Скончались
См. также: Категория:Умершие 20 февраля

### До XIX века
- 1054 — Святой Ярослав I Мудрый (р. около 978), великий князь Киевский (1016—1018, 1019—1054).
- 1431 — Мартин V (в миру Оддоне Колонна; р. 1368 или 1369), 206-й папа римский (1417—1431).
- 1762 — Тобиас Майер (р. 1723), немецкий картограф и астроном, исследователь движения Луны.
- 1790 — Иосиф II (р. 1741), король Германии (с 1764), император Священной Римской империи (с 1765).
- 1799 — Жан-Шарль де Борда (р. 1733), французский физик и геодезист, определивший длину секундного маятника в Париже.

### XIX век
- 1806 — убит Павел Цицианов (р. 1754), князь, русский военный деятель, генерал от инфантерии.
- 1810 — Мартин Почобут-Одляницкий (р. 1728), белорусский и литовский просветитель, астроном, математик, ректор Главной виленской школы.
- 1864 — Александр Востоков (р. 1781), русский филолог, поэт и переводчик, академик Петербургской академии наук.
- 1892 — Герман Франц Мориц Копп (р. 1817), немецкий химик.

### XX век
- 1907 — Анри Муассан (р. 1852), французский химик, получивший фтор, лауреат Нобелевской премии (1906).
- 1908 — Александр Эртель (р. 1855), русский писатель, талантливый самоучка («Записки Степняка», «Смена» и др.).
- 1909 — Поль Рансон (р. 1864), французский художник, дизайнер и график.
- 1911 — Юзеф Монтвилл (р. 1850), польский банкир и меценат.
- 1920 — Роберт Эдвин Пири (р. 1856), американский исследователь Арктики, контр-адмирал, на собачьих упряжках первым достиг района Северного полюса.
- 1922 — Рейнхард Маннесман (р. 1856), немецкий инженер и предприниматель, один из братьев — основателей концерна Mannesmann AG.
- 1923 — Сухэ-Батор (р. 1893), руководитель Монгольской народной революции, один из основателей Монгольской народно-революционной партии.
- 1936 — Макс Шрек (р. 1879), немецкий актёр театра и кино.
- 1937 — Василий Савинский (р. 1859), русский живописец, график, академик.
- 1938 — расстрелян Борис Корнилов (р. 1907), советский поэт и общественный деятель-комсомолец.
- 1941 — Жорж Минне (Минн) (р. 1866), бельгийский скульптор, живописец и график.
- 1949 — Василий Иванович Лебедев-Кумач (р. 1898), русский советский поэт, прозаик, поэт-песенник.
- 1953 — Видунас (наст. имя Вильгельмас Стороста; р. 1868), литовский драматург, философ, публицист.
- 1960 — Леонард Вулли (р. 1880), английский археолог, открывший останки древнего Ура.
- 1961 — Перси Грейнджер (р. 1882), американский пианист, аранжировщик и композитор австралийского происхождения.
- 1962 — Иосиф Ермольев (р. 1889), один из первых русских кинопредпринимателей, продюсер.
- 1966 — Честер Уильям Нимиц (р. 1885), американский адмирал флота.
- 1971 — Александр Цфасман (р. 1906), советский пианист, композитор, аранжировщик, дирижёр, руководитель оркестра.
- 1972 — Мария Гёпперт-Майер (р. 1906), немецкий физик, лауреат Нобелевской премии (1963).
- 1975 — Иван Соколов-Микитов (р. 1892), русский советский детский писатель, журналист, публицист, мемуарист.
- 1985 — Николай Урванцев (р. 1893), советский учёный-геолог, исследователь Арктики.
- 1989 — Василий Ардаматский (р. 1911), советский журналист, киносценарист, писатель.
- 1993 — Ферруччио Ламборгини (р. 1916), итальянский автопромышленник, создатель дорогих автомобилей спортивного класса.
- 1994 — Владимир Дружников (р. 1922), актёр (фильмы «Каменный цветок», «Без вины виноватые», «Сказание о земле Сибирской» и др., народный артист РСФСР.
- 1996 — Одри Мэнсон (р. 1891), американская модель, актриса театра и кино.
- 1999 — Лейла Векилова (р. 1927), азербайджанская балерина, балетмейстер, педагог, народная артистка СССР.

### XXI век
- 2001 — Ирина Бугримова (р. 1910), первая в России женщина — дрессировщица хищников, народная артистка СССР.
- 2003
  - Морис Бланшо (р. 1907), французский писатель, мыслитель-эссеист.
  - Ежи Пассендорфер (р. 1923), польский кинорежиссёр, сценарист и актёр.
- 2005 — Хантер Стоктон Томпсон (р. 1937), американский писатель и журналист, родоначальник «гонзо-журналистики».
- 2007 — Альберт Мкртчян (р. 1926), советский, армянский и российский кинорежиссёр («Земля Санникова» и др.).
- 2009 — Константин Беляев (р. 1934), российский автор и исполнитель шансона.
- 2010 — Александр Хейг (р. 1924), американский военачальник, государственный деятель и дипломат, госсекретарь США (1981—1982).
- 2012 — Ренато Дульбекко (р. 1914), американский вирусолог итальянского происхождения, нобелевский лауреат (1975).
- 2017
  - архимандрит Кирилл (в миру Иван Дмитриевич Павлов; р. 1919), духовник Троице-Сергиевой лавры, духовный отец трёх русских патриархов.
  - Игорь Селезнёв (р. 1931), советский и российский конструктор ракетного оружия, Герой Социалистического Труда.
  - Виталий Чуркин (р. 1952), советский и российский дипломат, постоянный представитель России при ООН.
- 2018 — Андрей Круз (наст. имя Андрей Юрьевич Хамидулин; р. 1965), российский писатель-фантаст.
- 2024
  - Андреас Бреме (р. 1960), немецкий футболист, фланговый защитник и полузащитник, впоследствии тренер; чемпион мира (1990).
  - Василе Дыба (р. 1954), румынский гребец на байдарках, олимпийский чемпион (1976), многократный чемпион мира.
  - Владимир Самсонов (р. 1936), советский и российский режиссёр мультипликационных фильмов.

## Народный календарь, приметы и фольклор Руси
Лука.
- На Руси на Луку пекли пироги с луком[8].
- Полуденный ветер в этот день сулит добрый урожай яровых[9].